# ルーツィク空軍基地
ルーツィク空軍基地（ルーツィクくうぐんきち、ウクライナ語: Луцький військовий аеродром）は、ヴォルィーニ州ルーツィクに位置する、ウクライナ空軍の基地である。MiG-29戦闘機を運用する第204戦術航空旅団が所在している。
2022年のロシアによるウクライナ侵攻中の3月11日、ロシア連邦軍の空爆によって破壊された。

## 所在部隊
- 西部航空管区隷下
  - 第204戦術航空旅団 - MiG-29、L-39